# フラウケ・ディリックス
フラウケ・ディリックス（Frauke Dirickx、女性、1980年1月3日 - ）は、ベルギーの元バレーボール選手。現役時代のポジションはセッター。元ベルギー代表。

## 来歴
地元のクラブチームでプレーした後、2000-01シーズンにイタリアセリエＡのヴィチェンツァ・バレーに移籍し、CEVカップ優勝などに貢献した。その後、イタリア、スペイン、トルコなどのチームでプレーし、2009-10シーズンには欧州チャンピオンズリーグで銀メダルを獲得した。
2000年、ベルギー代表に初選出される。2007年に地元で開催されたヨーロッパ選手権に出場した。2013年のヨーロッパリーグでは銀メダルを獲得し、自身もベストセッター賞を受賞した。同年9月のヨーロッパ選手権では銅メダルを獲得した。2014年のワールドグランプリでは初出場のチームで6位入賞を果たすと、世界選手権にも出場した。2016年に現役を引退した。

## 球歴
- 世界選手権 - 2014年
- ワールドグランプリ - 2014年、2015年
- 欧州選手権 - 2007年、2009年、2011年、2013年、2015年

## 受賞歴
- 2013年 - ヨーロッパリーグ　ベストセッター賞

## 所属クラブ
- Datovoc Tongeren（1996-1997年）
- Kärcher Herentals（1997-2000年）
- ヴィチェンツァ・バレー（2000-2002年）
- Pallavolo Reggio d'Émilie（2002-2003年）
- Sassuolo Volley（2003-2004年）
- ヴィチェンツァ・バレー（2004-2005年）
- CAVムルシア2005（2005-2007年）
- FVブスト・アルシーツィオ（2007-2008年）
- CSU Metal Galați（2008-2009年）
- フェネルバフチェ（2009-2010年）
- Spes Volley Conegliano（2010-2011年）
- MKS Dąbrowa Górnicza（2011-2013年）
- Impel Wrocław（2013-2014年）
- River Volley Piacenza（2014-2015年）
- Bursa Büyükşehir Belediyespor（2015-2016年）